# Nor-Am Cup 1981
La Nor-Am Cup 1981 fu la 6ª edizione della manifestazione organizzata dalla Federazione Internazionale Sci.
In campo maschile lo statunitense Tiger Shaw si aggiudicò la classifica generale; il suo connazionale Michael Frost vinse quella di slalom gigante, il canadese François Jodoin quella di slalom speciale. Lo statunitense Mark Taché era il detentore uscente della Coppa generale.
In campo femminile furono disputate 10 gare (4 slalom giganti, 6 slalom speciali), in 5 diverse località. Le statunitensi Brenda Buglione e Noel Lyons si aggiudicarono a pari merito la classifica generale e la Buglione vinse anche quella di slalom speciale; le loro connazionali Pam Fletcher e Leslie Smith vinsero a pari merito quella di slalom gigante. La statunitense Maggie Crane era la detentrice uscente della Coppa generale.